# س. أغسطس مارتن
س. أغسطس مارتن (بالإنجليزية: C. Augustus Martin)‏ هو عالم سياسة أمريكي، ولد في 1955.